# Acelerador de partículas circular
Un acelerador de partículas circular es un tipo de acelerador de partículas en el que éstas viajan múltiples veces a lo largo de un circuito de forma circular. Existen dos variantes de aceleradores circulares: los ciclotrones, que constituyen el primer modelo de acelerador construido, y los más modernos sincrotrones, en los cuales se alcanzan energías en el rango de los TeV - inaccesibles a los aceleradores lineales.
- Datos: Q5656416